# Kozojedy (district de Rakovník)
Pour les articles homonymes, voir Kozojedy.
Kozojedy (en allemand : Kosojed) est une commune du district de Rakovník, dans la région de Bohême-Centrale, en République tchèque. Sa population s'élevait à 102 habitants en 2020.

## Géographie
Kozojedy se trouve à 12 km au sud de Louny, à 18 km au nord-nord-est de Rakovník et à 49 km à l'ouest- nord-ouest de Prague.
La commune est limitée par Vinařice au nord et au nord-est, par Milý au sud-est, par Kroučová et Třeboc au sud-ouest, et par Pochvalov, Smilovice et Ročov à l'ouest.

## Histoire
La première mention écrite de la localité date de 1316.